# 安纳托利亚堡垒
安纳托利亚堡垒（土耳其語：Anadoluhisarı）位于土耳其伊斯坦布尔，博斯普鲁斯海峡靠近安纳托利亚（亚洲）一侧。它在1393年至1394年由奥斯曼帝国苏丹巴耶济德一世兴建，为于1395年攻打君士坦丁堡的军事行动做前期准备。
安纳托利亚堡垒建筑于靠近博斯普鲁斯海峡最窄处的一片约7000平方米的土地上。另一座堡垒——如梅利堡垒在1451至1452年由苏丹穆罕默德二世在对岸（欧洲）兴建，用于控制博斯普鲁斯海峡的交通来往，尤其是遏制东罗马帝国的重要盟友，在黑海地区拥有包括卡法、锡诺普和阿马士拉在内的多个殖民地的热那亚共和国。
它最初被用作一个瞭望堡垒。堡垒中有一座高25米的主塔，包围在不规则的五角形墙中。墙的四角各有一座瞭望塔，内有一座清真寺。这是伊斯坦布尔最早的一座土耳其建筑。穆罕默德二世建造了2米厚的墙来加固这座堡垒，并新建了三座瞭望塔、一座仓库和几间房屋。经过改造，它的外观已经和最初有了很大的差别。在土耳其人攻占君士坦丁堡之后，它被作为军事监狱使用。
在1991年至1993年，土耳其文化部修复了安纳托利亚堡垒。它是一座博物馆，但并不对外开放。